# ピアノソナタ第1番 (シューマン)
ピアノソナタ第1番嬰ヘ短調 作品11は、ロベルト・シューマンの1832年から1835年にかけての作で、1836年に出版された。幻想曲や変奏曲といった小品に取り組んできた作者が初めてソナタ形式の大作に挑んだものである。

## 概要
初版は「フロレスタンとオイゼビウスによるピアノソナタ、クララに献呈 "Pianoforte-Sonata, Clara zugeeignet von Florestan und Eisebius"」と題されている。このように、文学と音楽の融合を大きな目標にしてきただけに随所に標題音楽的な個所が認められる。
しかしピアノ演奏の技巧をあまりに盛り込みすぎて、理解しがたい、または作者は観念的に混乱しすぎている、といった批判をイグナーツ・モシェレスなどから受けることになった。後に、作曲者自身も「生命力に欠けている」と自己批判することとなった。現在ではピアニストの有力なレパートリーに挙げられている。

## 楽曲
4楽章構成。
第1楽章 Introduktion：un poco Adagio-Allegro vivace
1832年作曲の「アレグロ・ファンダンゴ Allegro-Fandango」を改作したもの。

嬰ヘ短調、4分の3拍子。音域の広い左手三連符伴奏の上に、右手が鋭い付点リズムのついた主題を歌う、長大な序奏が繰り広げられる。単に導入ではなく再現部の前の導入も兼ね、第2楽章Ariaの主題も登場する。最後にはアルペジョに発展し、Allegro vivace に移る。
Allegro vivace では左手の五度跳躍による特徴的な動機の後、第1主題が始まる(嬰ヘ短調、4分の2拍子)。冒頭の主題提示後に、スタッカート付きの和音連打によって主題が奏でられるが、この主題と和音の連打が第1楽章全体を大きく支配する。変ホ短調に転調したあと、定石どおりに現れるイ長調の第2主題は8分音符主体の和音で進行し、穏やかな様相を見せる。展開部は第1主題の動機を中心に展開される。途中ヘ短調で序奏の主題が登場するが、主題はバス声部に移されている。再現部は短縮されており、最後は静かに終結する。
第2楽章 Aria：Senza passione, ma espressivo
イ長調、4分の3拍子、簡潔な三部形式。1827年に作曲した自作の歌曲"an Anna-Nicht im thale"（「アンナに寄せて―谷ではなく」、ユスティヌス・ケルナー詞）の主題を使った歌謡風の楽章。第1楽章の主要動機である左手の五度跳躍も効果的に扱われる。途中ヘ長調に転調した部分では、中声部にメロディーが移行し、右手は16分音符による分散和音を奏でる。
第3楽章 Scherzo e Intermezzo：Allegrissimo
嬰ヘ短調、4分の3拍子。スケルツォ楽章だが、ロンド形式に近い(A-B-A-C-A)。冒頭では、左手に付点音符が特徴的な主題が現れ、右手は和音による補完を務めるが、途中からは左手と共にユニゾンになったり、掛け合い風のパッセージも現れる。中間部はニ長調のポロネーズ風の間奏曲となり、その後の再現部の前には小節線を排した自由なレチタティーヴォも置かれている。このレチタティーヴォの途中には「オーボエ風に」という指示も登場する。スケルツォでありながらこのような要素を持ち込むことにより、（シューマンらしい）古い習慣への皮肉が込められているとも言われている。他の楽章と違い、フラット系への大胆な遠隔調への転調は行われていない。
第4楽章 Finale：Allegro un poco maestoso
嬰ヘ短調、4分の3拍子。分厚い和音の主題に始まる長大な終楽章。ロンド形式が軸になっていると考えることも可能だが、全体は大きな2部分とコーダから成っている。しかし、様々な要素が持ち込まれ、形式的には複雑を極める。途中で、遠隔調であるハ短調やヘ短調にも転調するが、最後には同主長調である嬰ヘ長調で終結する。